# Metz Handball
Metz Handball és un equip d'handbol femení de la localitat francesa de Metz. El club es fundà l'any 1967 i actualment disputa la Divisió 1 de la Lliga francesa d'handbol femení. Ha guanyat 18 Lligues franceses: 1989, 1990, 1993, 1994, 1995, 1996, 1997, 1999, 2000, 2002, 2004, 2005, 2006, 2007, 2008, 2009, 2011 i 2013) i set Copa de França (1985, 1990, 1994, 1998, 1999, 2010 i 2013).